# ديريك توملينسون
ديريك توملينسون هو محاضر وسياسي أسترالي، ولد في 31 يناير 1941 في سوبياكو ‏ في أستراليا. انتخب Member of the Western Australian Legislative Council ‏ عن دائرة East Metropolitan Region ‏ (22 مايو 1989 – 21 مايو 2005).